# Polyrhachis emmae
Polyrhachis emmae é uma espécie de formiga do gênero Polyrhachis, pertencente à subfamília Formicinae.